# محله هوایی هولند لندینگ
محله هوایی هولند لندینگ (به انگلیسی: Holland Landing Airpark) یک فرودگاه خصوصی است که یک باند فرود آسفالت دارد و طول باند آن ۵۹۷ متر است. این فرودگاه در کشور کانادا قرار دارد و در ارتفاع ۲۶۱ متری از سطح دریا واقع شده‌است.